# Übergeschlossenes Getriebe
Übergeschlossene Getriebe sind Getriebe, deren Laufgrad Null oder kleiner Null ist. Sie erfüllen die Grüblersche Zwanglaufbedingung nicht, sind aber „aufgrund von Sonderabmessungen oder der Nachgiebigkeit der Getriebeglieder ... lauffähig. Mehrfachanordnungen werden gewählt, wenn ... hochbelastete Arbeitsorgane ... zu bewegen sind, bei denen ohne diese Maßnahme Verkantungen auftreten würden.“
Ein Beispiel für „Mehrfachanordnungen“ ist das Parallelkurbelgetriebe mit 3 Kurbeln. Das großflächige Arbeitsorgan (hier die Koppel) wird gegen Verkanten infolge seiner großen Masse durch die dritte Kurbel geschützt. Der Laufgrad ist F = 0. Voraussetzung für die Lauffähigkeit sind die „Sonderabmessungen“, d. h., dass die je drei Gelenke am Gestell und an der Koppel kongruente Dreiecke bilden und dass die drei Kurbeln gleich lang sind. Es werden somit hohe Anforderungen an die Fertigungsgenauigkeit gestellt.